# モアイテングハギ
モアイテングハギ(学名：Naso fageni)は、ニザダイ科の海水魚。インド太平洋に分布する。

## 分類・名称
1954年にアメリカの魚類学者であるMorrowによって記載され、タイプ産地はフィリピンのブグスク島とされた。
種小名はMorrowの調査を手伝ったマイアミのR.W. Fagen船長への献名。日本では神奈川県三浦半島で幼魚が記録され、1991年に和名が提唱された。

## 形態
背鰭は5棘24 - 26軟条から、臀鰭は2棘23 - 25軟条から、胸鰭は17軟条から成る。体は側扁した楕円形で、体高は体長の2分の1から3分の1。頭部は角が無く、大型個体では吻部が隆起する。体色は薄く緑がかった灰色または灰色がかった茶色で、腹側は色が薄くなる。側面には暗色の斑点を持つ。幼魚は尾柄に白い帯が入る。尾柄の両側に2つずつ薄赤色の骨質板をもち、雄の方が大きい。背鰭と臀鰭には黒い線が入る。胸鰭は薄暗く、茶色がかっている。尾鰭は三日月形で後縁が黒く、大型の雄では上下の条が長い。体長は最大80 cm。

## 分布・生態
インド太平洋に分布する。インド洋では、アデン湾からモザンビーク、コモロ諸島、アルダブラ環礁、サヤ・デ・マルハ・バンクまでのアフリカ東海岸沿いに、またオーストラリア北西部、フィリピン、インドネシア、南日本にも分布。分布の北限である日本では稀種。水深3 - 35mのサンゴ礁や岩礁に生息する。単独もしくは群れで生活し、藻類を捕食する。